# Caleta Portales

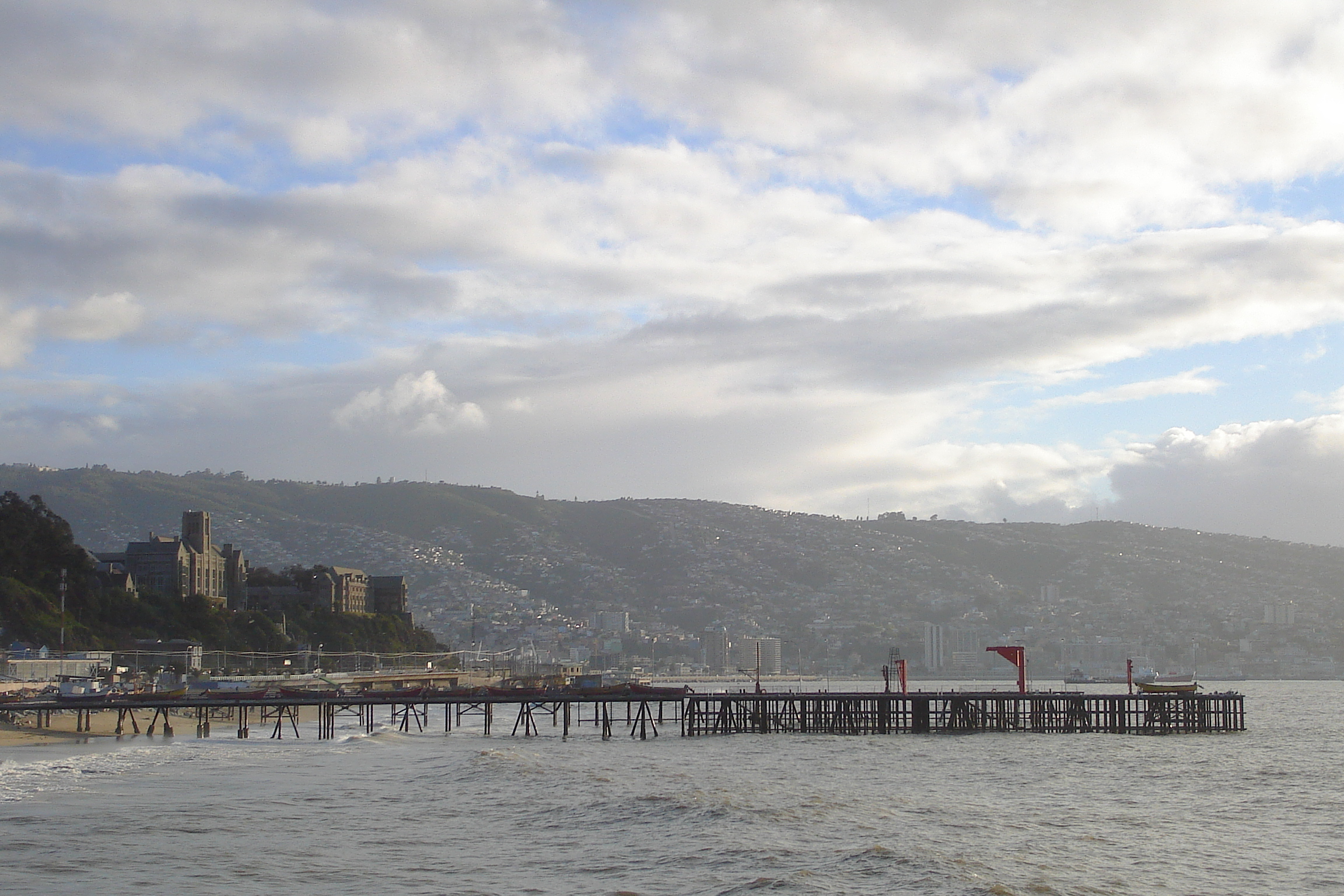
Vista lateral de Caleta Portales

La Caleta Portales, llamada oficialmente como Caleta Diego Portales es una caleta de pescadores ubicada en las cercanías del puerto de Valparaíso, en la región homónima en Chile. La caleta fue inaugurada el 19 de enero de 1929 tras una reorganización de la costa, moviendo antiguos artesanos y pescadores desde la Quebrada de Jaime. Su nombre se debe a un epónimo en homenaje al político chileno, Diego Portales. 
En la actualidad, la caleta presenta un atractivo turístico rodeado de restaurantes y extensos paseos a orilla de playa, junto con las actividades propias de la pesca artesanal y la explotación de productos del mar. Además posee una estación del Metro de Valparaíso que conecta Valparaíso y Viña del Mar.

## Festividades
Como en la mayoría del país, en Caleta Portales se conmemora el día de San Pedro (29 de junio), donde los pescadores agradecen a su patrono por la pesca del año, y piden a Dios que el próximo sea tan abundante como el actual.